# 64289 Shihwingching
64289 Shihwingching este un asteroid din centura principală de asteroizi.

## Descriere
64289 Shihwingching este un asteroid din centura principală de asteroizi. A fost descoperit pe 22 octombrie 2001 la Observatorul Desert Eagle de William Kwong Yu Yeung. Asteroidul prezintă o orbită caracterizată de o semiaxă mare de 2,60 ua, o excentricitate de 0,15 și o înclinație de 3,5° în raport cu ecliptica.